# Río Bravo (Guatemala)
Río Bravo è un comune del Guatemala facente parte del dipartimento di Suchitepéquez.
Il comune venne istituito il 10 dicembre 1951.